# Pseudobagrus kyphus
Pseudobagrus kyphus är en fiskart som beskrevs av Mai, 1978. Pseudobagrus kyphus ingår i släktet Pseudobagrus och familjen Bagridae. Inga underarter finns listade i Catalogue of Life.